# Coffee Springs
Coffee Springs è un comune degli Stati Uniti d'America situato nella contea di Geneva dello Stato dell'Alabama.